# ワン・ナイト・イン・バンコック
「ワン・ナイト・イン・バンコック」（One Night in Bangkok）は、元々はミュージカル『チェス』のための1984年のコンセプト・アルバムに収録されており、マレー・ヘッドが歌った楽曲である。作曲は元ABBAのメンバーであるビョルン・ウルヴァースとベニー・アンダーソン、作詞はティム・ライスが担当した。
この楽曲は西ドイツ、スイス、オーストラリアといった国々で第1位を獲得し、カナダとアメリカ合衆国で第3位、イギリスで第12位を記録した。

## 歌詞と音楽
「ワン・ナイト・イン・バンコック」は主としてポップスとされるが、当時はダンス・ミュージックにもジャンル分けされていた。コーラス（多様な「ワン・ナイト・イン・バンコック……」というフレーズ）は、スウェーデン人ミュージシャンであるアンデシュ・グレンマルクが歌っている。ヘッドにより語られるラップの歌詞は、例えば「我々の使うクイーンは君を興奮させはしないだろう（the queens we use would not excite you）」といったように街の堕落したモラルをあてこすった告発と、それと対比したチェスの知的な潔癖性への賞賛が皮肉を込めて綴られている。
この楽曲の歌詞には、「澱んだ古い川」（チャオプラヤー川）、「横たわる仏像」（ワット・プラチェートゥポンウィモンマンカラーラーム像）や「ユル・ブリンナー」（映画『王様と私』の中でシャムの王を演じた）といった数多くのバンコクに関する言及が含まれている。

## 収録曲
7" シングル
1. ワン・ナイト・イン・バンコック - "One Night in Bangkok" — 3:54
2. メラーノ - "Merano" by ロンドン交響楽団 & アンブロジアン・シンガーズ — 7:08

12" マキシ・シングル
1. ワン・ナイト・イン・バンコック - "One Night in Bangkok" — 5:38
2. メラーノ - "Merano"  by ロンドン交響楽団 & アンブロジアン・シンガーズ — 7:08

## 製作メンバー
- アレンジ：アンデシュ・エルイアス（Anders Eljas）、ベニー・アンダーソン
- 製作指揮：アンデシュ・エルイアス
- エンジニア：ミカエル・B・トレトウ（Michael B. Tretow）
- コーラス：アンデシュ・グレンマルク
- プロデューサー：ベニー・アンダーソン、ビョルン・ウルヴァース、ティム・ライス

## 認定
| 国       | 認定     | 日付         | 認定販売数 | 実販売数  |
| -------- | -------- | ------------ | ---------- | --------- |
| カナダ   | プラチナ | 1985年5月1日 | 10万       |           |
| フランス | シルバー | 1985年       | 20万       | 41万3,000 |
| 西ドイツ | ゴールド | 1985年       | 15万       |           |

## チャート
| チャート（1984-1985年）                | 最高位 |
| -------------------------------------- | ------ |
| オーストラリア ARIA シングル・チャート | 1      |
| オーストリア シングル・チャート        | 2      |
| カナダ RPM シングル・チャート          | 3      |
| ユーロチャート Hot 100・シングル       | 1      |
| フランス SNEP シングル・チャート       | 2      |
| 西ドイツ シングル・チャート            | 1      |
| アイルランド シングル・チャート        | 7      |
| ノルウェー シングル・チャート          | 3      |
| スウェーデン シングル・チャート        | 3      |
| スイス シングル・チャート              | 1      |
| UK シングル・チャート                  | 12     |
| U.S. Billboard Hot 100                 | 3      |
| U.S. Billboard Hot Dance Club Play     | 5      |
| U.S. Billboard Hot R&B/Hip-Hop Songs   | 89     |

| 年間チャート（1985年）          | 順位 |
| ------------------------------- | ---- |
| オーストリア シングル・チャート | 13   |
| スイス シングル・チャート       | 8    |

| 先代 "ドゥ・ゼイ・ノウ・イッツ・クリスマス" by バンド・エイド | 西ドイツ No.1シングル 1985年1月18日 - 1985年1月25日（2週）               | 次代 "シャウト" by ティアーズ・フォー・フィアーズ |
| 先代 "ドゥ・ゼイ・ノウ・イッツ・クリスマス" by バンド・エイド | スイス No.1シングル 1985年1月20日 - 1985年2月17日（5週）                 | 次代 "シャウト" by ティアーズ・フォー・フィアーズ |
| 先代 "ドゥ・ゼイ・ノウ・イッツ・クリスマス" by バンド・エイド | ユーロチャート ホット100 No.1シングル 1985年2月6日 - 1985年3月2日（4週） | 次代 "シャウト" by ティアーズ・フォー・フィアーズ |
| 先代 "アイ・ウォナ・ノウ" by フォリナー                       | オーストラリア ARIA No.1シングル 1985年3月18日（1週）                    | 次代 "シャウト" by ティアーズ・フォー・フィアーズ |

## カヴァー曲
- オリジナル版に先駆けて1984年にロビー（Robey）によるダンス・ミュージック版がUS Billboard ダンス・チャートの第5位を獲得した。
- スティーヴ・ヴァイが1996年のアルバム『ファイヤー・ガーデン』に「バンコク」というタイトルのインストゥルメンタルとして収録。
- ノルウェーの歌手ヤン・ウェルナー・ダニエルセン（Jan Werner Danielsen）が1998年のアルバム『ミュージック・オブ・ナイト（Music Of The Night）』にカヴァー曲を収録。
- スウェーデンのポップ・グループ A*Teensが2003年の『ニュー・アライバル（New Arrival）』にカヴァー曲を収録。
- デンマークの男性バンド C21が2003年9月にシングルとしてカヴァー曲を発表。
- ダンス・アクトのヴァイナル・シェイカーズ（Vinylshakerz）のリミックスのお陰で2005年にこの曲がヨーロッパで新たな人気を博した。プロデューサーは歌のコーラスをサンプリングし、この曲を現代的なダンス調に生まれ変わらせた。このリミックスはヨーロッパ数カ国で成功し、2005年の春中クラブを席巻した。
- スイスのDJのDJ Antoineが2008年に自身のアルバム『ライブ・イン・バンコク（Live in Bangkok）』でこの曲をカヴァー。
- この曲のアカペラ版をオーストリアのアカペラ・グループのセイファー・シックス（Safer Six）が録音。